# Шодуар, Ян Йозеф
Ян Йозеф (Иоанн-Иосиф) Шодуар (1746—1839) — купец, один из первых известных представителей рода Шодуар.

## Биография
Точных данных о дате рождения Яна Шодуара нет. Известно, что была у него старшая сестра Мария-Екатерина 1740 года рождения и младший брат Антуан 1749 года рождения. В конце 70-х годов XVIII века зажиточный купец Ян Йозеф Шодуар переехал из Франции в Варшаву, где ему принадлежал дом, который он построил на собственные средства по проекту Симона Богумила Амадея Зуги (1733—1807), придворного архитектора короля Августа III. 26 января 1795 года Ян Шодуар принял российское подданство и упоминается в литературе как купец первой гильдии. Позже переехал в Баварию. В 1814 году Ян Шодуар вместе с потомками получил баронский титул от Максимилиана I, курфюрста Баварии. Впоследствии, в 1804 году, он переехал вместе с семьёй на Волынь, где, продолжая заниматься торговлей, жил в Бердичеве, а позже — в собственном имении в городке Ивница, позднее его унаследовал сын Станислав. 29 ноября 1819 и 22 февраля 1820 года Ян и Станислав Шодуары были нобилитированы российским царём Александром I. Подтверждение же баронского титула в Российской империи Шодуары получили лишь в 1827 году. После смерти брата Антуана в 1824 году – нидерландского теолога, Ян Йозеф получил по завещанию всю его собственность, что засвидетельствовано постановлением Земского суда Житомирского уезда Волынской губернии от 20 апреля 1824 года.
Коммерческие приоритеты деятельности Яна Шодуара освещают источники родового архива Шодуаров, прежде всего переписка и финансовая документация. По данным инвентаря денежных расходов, заключённого ещё в 1779 году в Варшаве, круг его клиентов было достаточно широким и охватывал влиятельных лиц Речи Посполитой конца XIX века: магнатов Сангушко, Радзивиллов, Яблоновских, Потоцких и др. Деловые отношения связывали Яна Йозефа со многими польскими аристократами, выдающимися историческими деятелями, с которыми он переписывался. В семейном архиве хранятся письма Михаила Грабовского (1818), Яна Потоцкого (1803), Феликса Потоцкого (1802), Софии Потоцкой (?), Адама Ржевуского (1814), Юзефа Чарторыйского (1800), присланные на Волынь, в Бердичев, из разных городов Польши. Однако никакой существенной информации о коллекционерских, библиофильских или творческих интересах Яна Шодуара в родовом архиве не обнаружили. Тем не менее, известно, что Ян Шодуар поддерживал отношения с датским скульптором Бертелем Торвальдсеном. Они встречались в Риме (1810 или 1816) и во Франкфурте (1819).